# Alethea McGrath
Alethea McGrath (1 de junio de 1920 – 9 de febrero de 2016) fue una actriz australiana conocida por dar vida al personaje de Jocasta Nu en Star Wars. También fue conocida por su participación en distintas series y películas como Señales del futuro.

## Fallecimiento
La actriz falleció el 9 de febrero de 2016 a los 95 años de edad.

## Filmografía

### Películas
| Año  | Título                                          | Personaje              | Notas        |
| ---- | ----------------------------------------------- | ---------------------- | ------------ |
| 1988 | Atrapados sin piedad                            | Sra. Trent             |              |
| 1993 | Entre el yunque y el martillo                   | Sra. Bilson            |              |
| 1994 | That Eye, the Sky                               | Grammar Flack          |              |
| 1994 | Dallas Doll                                     | Tía Mary               |              |
| 1997 | Epsilon                                         | Abuela                 |              |
| 1998 | Dead Letter Office                              | Madre Jardinera        |              |
| 2000 | Muggers                                         | Anciana                |              |
| 2000 | Sensitive New-Age Killer                        | Evicted Guest          |              |
| 2002 | Star Wars: Episodio II: El Ataque de los Clones | Madame Jocasta Nu      |              |
| 2003 | Inspector Gadget 2                              | Sra. Quimby            |              |
| 2003 | Take Away                                       | Sra. McLeod            |              |
| 2004 | Dreams for Life                                 | Lucy                   |              |
| 2006 | Irresistible                                    | Maggie                 |              |
| 2007 | Desolation Angel                                | Sra. Reeves            | Cortometraje |
| 2007 | Rómulo, mi padre                                | Sra. Lillie            |              |
| 2007 | The Money Shot                                  | Nanna                  |              |
| 2009 | Señales del futuro                              | Señorita Taylor (2009) |              |

### Televisión
| Año                             | Título                                                     | Rol                                        | Notas                              |
| ------------------------------- | ---------------------------------------------------------- | ------------------------------------------ | ---------------------------------- |
| 1984                            | Prisoner: Cell Block H                                     | Dot Farrar                                 | 25 episodes                        |
| 1984                            | Matthew and Son                                            | Minnie Timmins                             | TV movie                           |
| 1985                            | The Dunera Boys                                            | English landlady                           | TV movie                           |
| 1985, 1989, 1991, 1998          | Neighbours                                                 | Miss Logan, Mary Crombie, Lily Madigan     | 20 episodes                        |
| 1985                            | Emerging                                                   | Food Lady                                  | TV movie                           |
| 1989                            | This Man... This Woman                                     | Sheila                                     | miniseries                         |
| 1989                            | Pugwall                                                    | Old Worm                                   | 2 episodes                         |
| 1990                            | The Flying Doctors                                         | Mrs. Harrington                            | Episode: "Valentine's Day"         |
| 1994                            | Law of the Land                                            | Sarah Pearcedale                           | 2 episodes                         |
| 1994                            | Newlyweds                                                  | Aunty Rose                                 | Episode: "The Annunciation"        |
| 1994–1995, 2001–2002, 2005–2006 | Blue Heelers                                               | Alice Foster, Mrs. Carmichael, Lily Majors | 6 episodes                         |
| 1994                            | A Country Practice                                         | Aunty Vera                                 | Episode: "Where's Wally"           |
| 1996                            | English: Have a Go                                         |                                            |                                    |
| 2000                            | Dogwoman: Dead Dog Walking                                 | Pam Davis                                  | TV movie                           |
| 2000-2002                       | Something in the Air                                       | Alice                                      | 11 episodes                        |
| 2001                            | The Lost World                                             | Old Ana                                    | Episode: "The Source"              |
| 2002                            | Kath & Kim                                                 | Melissa                                    | Episodio: "Old"                    |
| 2004                            | Fergus McPhail                                             | Mrs. Carmody                               | Episode: "Goosebumps"              |
| 2005                            | Scooter: Secret Agent                                      | Emily Griffin                              | Episode: "Operation: Supernatural" |
| 2006                            | Nightmares & Dreamscapes: From the Stories of Stephen King | Elderly Mary                               | miniseries                         |
| 2007                            | Curtin                                                     | Mrs. Needham                               | película de TV                     |
| 2008                            | City Homicide                                              | Daphne Hurley                              | Episodio: "Spoils of War"          |